# Julirevolutionen
 Der er for få eller ingen kildehenvisninger i denne artikel, hvilket er et problem. Du kan hjælpe ved at angive troværdige kilder til de påstande, som fremføres i artiklen.

Juli-revolutionen 1830 er betegnelsen for den revolte i Frankrig, som i sommeren 1830 styrtede Bourbon-slægten og bragte Orléans-dynastiet på tronen.
Baggrunden for opstanden var de modsætninger, som havde eksisteret mellem kongemagt og opposition siden kongedømmets genindførelse efter Napoleons fald 1814. De skærpedes fra 1824 under kong Karl 10. som helst så landets meget beskedne demokratiske institutioner lukket og en form for enevælde genindført. Fra 1829 havde den siddende regering under kongens ven, den ivrige royalist Fyrst Polignac ligget i stadig strid med deputeretkammeret (parlamentets andetkammer) som havde modarbejdet hans forsøg på en styrket kongemagt. Ved valget i 1830 led royalisterne et nyt tilbageslag, og formentlig opmuntret af hærens sejre i Algier greb kongen til at opløse deputeretkammeret, ophæve trykkefriheden og indskrænke valgloven. Dette indgreb, Juli-ordonnanserne, var en åben udfordring til oppositionen.
Foranledningen til revolutionen var den rige middelklasses og de liberale avisers opposition mod regeringens fire forordninger («Juliordonnansene», Les ordonnances de Saint-Cloud) underskrevet af Karl 10. den 25. juli 1830:

1. Indskrækning af pressefriheden ved, at ingen aviser eller tidsskrifter kunne udgives uden at få fornyet tilladelsen hver 3. måned, og ingen bog på over 20 trykte sider kunne udgives uden tilladelse.
2. Opløsning af den nyvalgte nationalforsamling efter kun 70 dage.
3. Indførelse af en ny valglov, som reducerede nationalforsamlingens antal fra 430 til 258 og indskrænkede antallet vælgere med tre fjerdedele.
4. Nyvalg blev udskrevet til 6. og 13. september

Kongen påberåbte sig grundlovens 14. artikel, der gav ham ret til bestemme og iværksætte love og forordninger.
To dage efter, 27. juli, brød en åben opstand ud i Paris. Befolkningen byggede barrikader og gik til angreb på hæren. Dels på grund af kongens passivitet – han opholdt sig under hele forløbet på et slot uden for hovedstaden – dels på grund af opstandens heftighed lykkedes det oprørerne at erobre hele Paris. Bag opstanden stod moderat liberale kræfter, fabrikanter og journalister som Talleyrand og den unge Adolphe Thiers som direkte opfordrede til oprøret. Da det var klart, at Karl 10.s sag var tabt, greb de moderate ind, tvang ham til at abdicere 31. juli og anerkendte i stedet hertug Ludvig-Filip af Orléans – en sidegren af kongeslægten – som konge. Baggrunden var dels frygt for mere radikale omvæltninger, dels for udenlandsk indgriben. Ludvig-Filip accepteredes af borgerskabet og udlandet, men mange var skuffede over, at der ikke var opnået større demokratiske gevinster.
Som revolution betragtet var Juli-revolutionen ikke nær så yderligtgående som den i 1789 eller Februarrevolutionen 1848. Den formede sig i hovedsagen som et oprør i Paris, der udskiftede én konge med en anden og gennemførte små forbedringer af valgloven samt afskaffede den katolske kirkes rolle som statsreligion. På længere sigt kom den dog til at bane vejen for mere radikale kræfter blandt arbejdere og småborgere, som førte til den franske kongemagts fald 1848.
Juli-revolutionen fik også virkninger uden for Frankrig. Den inspirerede formentlig både opstanden i Belgien og i Polen samme år og kan muligvis også ligge bag den uro i hertugdømmerne Slesvig og Holsten, som indirekte førte til stænderforsamlinger i Danmark.